# ستيف مارتن (معلق رياضي)
ستيف مارتن (بالإنجليزية: Steve Martin)‏ هو معلق رياضي أمريكي، ولد في 14 أغسطس 1952 في ميلينكوت في الولايات المتحدة.